# James Allan Reid
Pour les articles homonymes, voir James Reid et Reid.
James Allan Reid  (9 mai 1897-2 mars 1978) est un homme politique canadien de la Colombie-Britannique. Il est député provincial créditiste de la circonscription britanno-colombienne de Salmon Arm de 1952 à 1960,.